# 磺酸基

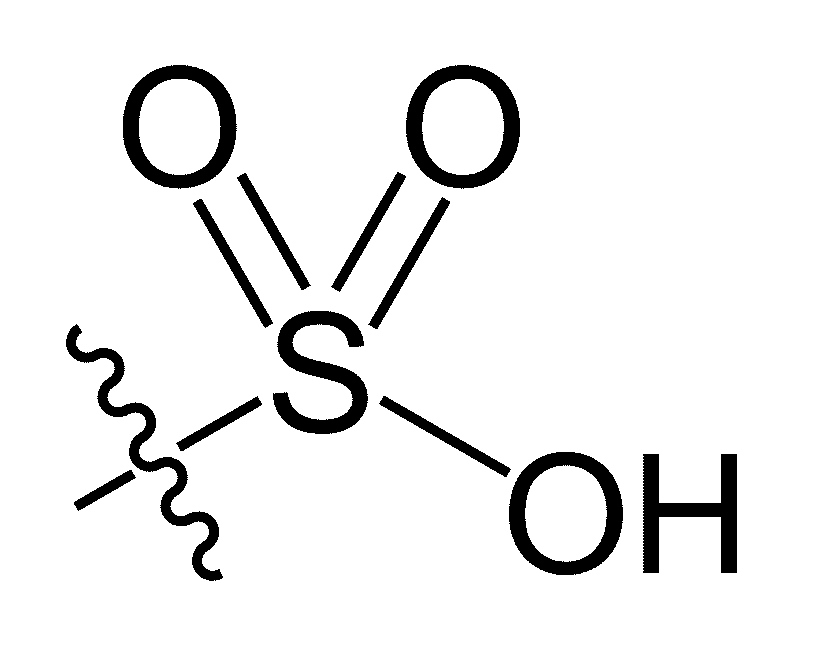
磺酸基。

磺酸基（sulfonyl hydroxide group）指硫酸（H2SO4）式中失去一个羟基（-OH）后剩余的部分，简称磺基（sulfo group），化学式为－SO3H。它是一种官能团，磺基与烃基的碳原子直接相连时形成磺酸（RSO3H）类有机物如苯磺酸（C6H5SO3H）。

## 化学性质
在有机物分子中，引入磺酸基后可增加酸性。磺酸基是亲水基团，可增加有机物的水溶性。
磺基能被其他基团（-OH、-CN等）所置换，因此磺酸也是有机合成的重要中间体，如用苯磺酸制备苯酚（C6H5OH）等。